# 魏明英
魏明英（1966年6月—），女，汉族，中华人民共和国政治人物。现任中国航天科工集团二院二部科技委常委。第十四届全国政协委员。